# HMS Aldenham (L22)
Le HMS Aldenham (pennant number L22) est un destroyer d'escorte de classe Hunt de type III construit pour la Royal Navy pendant la Seconde Guerre mondiale

## Construction
Le Aldenham  est commandé le 4 juillet 1940 dans le cadre du programme d'urgence de la guerre de 1940 pour le chantier naval de Cammell Laird Shipyard de Birkenhead en Angleterre sous le numéro 3766. La pose de la quille est effectuée le 22 août 1940, le Aldenham  est lancé le 22 août 1941 et mis en service le 5 février 1942.
Il est parrainé par la communauté civile de Witney dans le Oxfordshire pendant la campagne nationale du Warship Week (semaine des navires de guerre) en mars 1942.
Les navires de classe Hunt sont censés répondre au besoin de la Royal Navy d'avoir un grand nombre de petits navires de type destroyer capables à la fois d'escorter des convois et d'opérer avec la flotte. Les Hunt de type III se distinguent des navires précédents type I et II par l'ajout de 2 tubes lance-torpilles au milieu du navire. Pour compenser le poids des tubes lance-torpilles, seuls 2 supports de canons jumeaux de 4 pouces ont été installés, le canon en position "Y" a été retiré, le projecteur étant déplacé vers le pont arrière de l'abri en conséquence. Les Hunt de type III pouvaient être facilement identifiés car ils avaient une cheminée droite avec un sommet incliné et le mât n'avait pas de râteau. Quatorze d'entre eux ont vu leurs ailerons stabilisateurs retirés (ou non installés en premier lieu) et l'espace utilisé pour le mazout supplémentaire.
Le Hunt type III (comme le type II) mesure 80,54 m de longueur entre perpendiculaires et 85,34 m de longueur hors-tout. Le Maître-bau du navire mesure 9,60 m et le tirant d'eau est de 3,51 m. Le déplacement est de 1 070 t standard et de 1 510 t à pleine charge.
Deux chaudières Admiralty produisant de la vapeur à 2 100 kPa et à 327 °C alimentent des turbines à vapeur à engrenages simples Parsons qui entraînent deux arbres d'hélices, générant 19 000 chevaux (14 000 kW) à 380 tr/min. Cela donné une vitesse de 27 nœuds (50 km/h) au navire. 281 t de carburant sont transportés, ce qui donne un rayon d'action nominale de 2 560 milles marins (4 740 km) (bien qu'en service, son rayon d'action tombe à 1 550 milles marins (2 870 km)).
L'armement principal du navire est de quatre canons de 4 pouces QF Mk XVI (102 mm) à double usage (anti-navire et anti-aérien) sur trois supports doubles, avec un support avant et deux arrière. Un armement antiaérien rapproché supplémentaire est fourni par une monture avec des canons quadruple de 2 livres "pom-pom" MK.VII et trois  canons Oerlikon de 20 mm Mk. III montés dans les ailes du pont,. Jusqu'à 110 charges de profondeur pouvaient être transportées , avec deux goulottes de charge en profondeur et quatre lanceurs de charge en profondeur constituent l'armement anti-sous-marin du navire. Le radar de type 291 et de type 285 sont installés, de même qu'une sonar de type 128,. Le navire avait un effectif de 168 officiers et hommes,.

## Histoire

### Seconde guerre mondiale
Après des essais d'acceptation et sa mise en service, le Aldenham se rend à Scapa Flow pour des exercices opérationnels avec la Home Fleet avant d'être déployé le 21 mars 1942 dans un groupe d'escorte dans le convoi WS 17 au large du cap de Bonne-Espérance. Le 27 mars, l’Aldenham, commandé par le lieutenant Henry Alexander Stuart-Menteth, en compagnie du Leamington, du Grove et du Volunteer, coule le sous-marin allemand (U-Boot) U-587 à la position géographique de 47° 21′ N, 21° 39′ O, par des charges de profondeur .
Après avoir parcouru l'Afrique et traversé le canal de Suez du Grove, le Aldenham rejoint la 5e flottille de destroyers en mer Méditerranée. Il escorte 14 convois afin de protéger la navigation entre Alexandrie, Malte et Tobrouk. Le 29 août 1942, il se voit confier des tâches de bombardement côtier, notamment dans la région d'El Daba.
L’Aldenham fait partie d'un blocus allié au cap Bon en mai 1943 et escorte des embarcations de débarquement lors de l'Opération Husky, l'invasion de la Sicile par les Alliés, en juillet et du Opération Avalanche, le débarquement de Salerne en septembre de la même année. Il aide l'Eskimo à retirer les blessés lorsque l’Eskimo est attaqué et frappé par la Luftwaffe le 15 juillet. Il prend part à l'échec de la campagne du Dodécanèse de 1944 et subit des dommages mineurs lors d'une attaque aérienne. Après des réparations à Alexandrie, l’Aldenham assiste à l'opération Shingle près d'Anzio (Italie) et escorte des convois entre Oran et Naples. Il est basé à Tarente en mai et muté à Bari en juin, avant de soutenir le débarquement en Provence. Ensuite, il retourne dans la mer Adriatique, rejoignant une flottille de la Royal Navy.
La flottille adriatique de la Royal Navy comprend l’Aldenham, l’Atherstone, l’Avon Vale, le Lamerton, le Lauderdale, le Wheatland, le Wilton, le Brocklesby et le Quantock. En novembre 1944, la flottille, menée par l’Aldenham sous le commandement du commandant James Gerald Farrant, intercepte et capture le navire-hôpital allemand Bonn (l'ancien bateau à vapeur yougoslave Šumadija). L’Aldenham et l’Atherstone bombardent des unités allemandes déployées sur l'île de Rab le 9 décembre. Le bombardement vient en soutien aux partisans yougoslaves qui avancent vers le nord le long de la côte est de l'Adriatique, capturant la côte et les îles aux forces allemandes en retraite.
Le 14 décembre 1944, l’Aldenham et l’Atherstone s'en vont d'une base de la Royal Navy à Ist et jettent l'ancre au large de la côte ouest de l'île de Pag, au nord de Zadar, pour bombarder une batterie d'artillerie près de Karlobag et d'autres cibles militaires. En raison de la faible visibilité, les observateurs d'artillerie à Pag demandent aux destroyers de frapper en premier les objectifs de l'île de Pag. La ville de Pag est prise pour cible par les destroyers pendant une heure à 14 h 00, tandis que l’Aldenham est seul à attaquer la batterie à Karlobag vers 13 h 00 et de nouveau avant 15 h 00 alors que la visibilité s'améliore, tirant 200 obus contre cette cible. À 15 heures, les destroyers commencent leur retour vers Ist avec l’Aldenham devant l’Atherstone.
Alors que l’Aldenham fait un virage au nord de l’îlot de Škrda pour naviguer entre les îles de Planik et d'Olib, il heurte une mine qui explose sous sa salle des machines. Le navire se brisé en deux et la proue coule rapidement puis la poupe un peu plus tard, à 15 h 29. Le temps froid gêne les efforts de sauvetage de l’Atherstone et accompagnés des ML 238 et HDML 1162, seuls 58 marins et cinq officiers, dont le commandant Farrant, sont retirés de la mer. 126 membres d'équipage meurent, ainsi qu'un partisan yougoslave blessé transporté de Pag pour y être soigné et un officier de liaison des partisans yougoslaves, le colonel Ivan Preradović. L’Aldenham sera le dernier destroyer de la Royal Navy détruit pendant la Seconde Guerre mondiale.

### Après-guerre
Une partie de l'équipage survivant visite le site le 14 décembre 1984, mais l'épave n'est localisé que 15 ans plus tard. En 1999, des plongeurs d'épaves italiens localisent une section d'étrave de 30 mètres de long à 1,9 km au large de Škrda. Il se trouve du côté du port, à une profondeur de 86 m, masqué par la vase brassée par le chalutage plus au nord dans la baie de Kvarner. La poupe du navire est découverte en 2000 grâce au témoignage d'un pêcheur de Pag, plus près de Škrda, à environ 700 m de la poupe. Les chaudières et les hélices de l’Aldenham fonctionnaient toujours pendant le naufrage du navire. La section heurte le fond limoneux à une profondeur de 82 m, avec sa quille au-dessus. Son gouvernail est maintenant à une profondeur de 67 m. L’épave est déclarée cimetière militaire britannique et fait partie de la "flotte fantôme de Pag" avec des épaves du destroyer de la Kriegsmarine TA20 (ancien italien Audace), les corvettes UJ 202 et UJ 208 (anciennes italiennes Melpómene et Spingarda) coulés lors de l'action du 1er novembre 1944 et les épaves de la Première Guerre mondiale des navires de transports de troupe de l'Autriche-Hongrie des SS Albanien et Euterpe.

### Honneurs de bataille
- ATLANTIC 1942
- LIBYA 1942
- SICILY 1943
- AEGEAN 1943
- ADRIATIC 1944
- SOUTH FRANCE 1944

### Commandement
- Lieutenant (Lt.) Joseph Mansergh Palmer (RN) du 18 novembre 1941 au 23 mars 1942
- Lieutenant (Lt.) Henry Alexander Stuart-Menteth (RN) du 23 mars 1942 au 7 octobre 1943
- A/Lieutenant Commander (A/Lt.Cdr.) John Ivor Jones (RN) du 7 octobre 1943 au 16 décembre 1943
- Commander (Cdr.) James Gerald Farrant (RN) du 16 décembre 1943 au 14 décembre 1944